# مدار میانی زمین

مقایسه مدارهای زمین و ماهواره‌ها

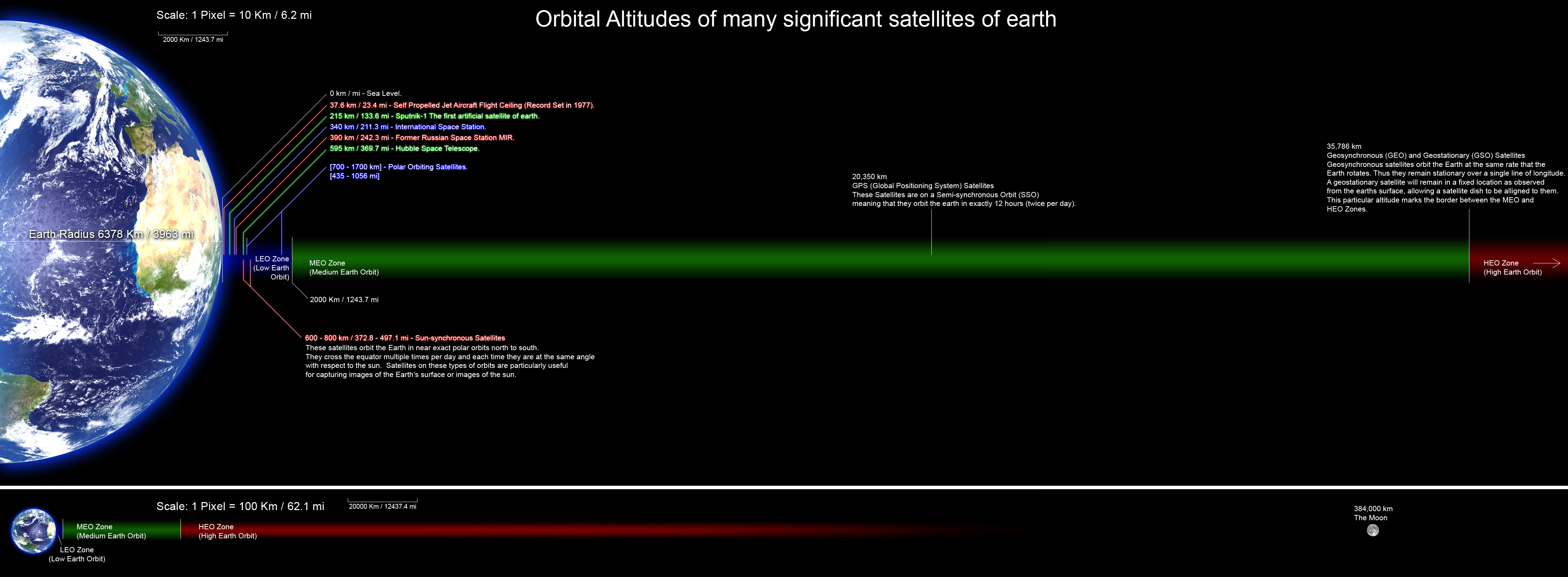
نمودار برای نمایش مدار نزدیک میانی و مدار زمین‌ثابت

مدار میانی زمین (به انگلیسی: Medium Earth orbit) (MEO) یکی از مدارهای زمین‌مرکزی است که بالای مدار نزدیک زمین و پایین مدار دور از زمین قرار گرفته‌است. (بین ۲۰۰۰ کیلومتر (۱۲۴۳ مایل) و ۳۵۷۸۶ کیلومتر (۲۲۲۳۶ مایل) از سطح دریا مدار متوسط زمین محسوب می‌شود).
طبق تعریف مدارهای بالای مدار پایینی زمین یا لئو (بالای ۲۰۰۰ کیلومتر) و زیر مدار ژئو (۳۶۰۰۰ کیلومتر) را مدارهای میانی با علامت اختصاری مئو (MEO) می‌نامند. در این مدارها معمولاً ماهواره‌های مکان‌یاب، مانند سامانه جی‌پی‌اس آمریکا، گلوناس روسیه و گالیله اروپا، قرار می‌گیرند. ماهواره‌های مخابراتی پوشش دهنده قطب‌های شمال و جنوب نیز در این مدارها مستقر می‌شوند. دوره تناوب مداری این مدارها از ۲ تا ۲۴ ساعت متغیر است.